# الأخدع (غرب وادي ديمران)
جبل الأخدع (بفتح الألف وسكون الخاء المعجمة، بعدها دال مهملة مفتوحة، فعين مهملة) هو أحد الجبال الواقعة في ديار قبيلة بلقرن في تهامة غربي وادي ديمران في مركز العرضية الشمالية في محافظة العرضيات في منطقة مكة المكرمة في المملكة العربية السعودية.